# Margó Célia
Margó Célia; Morgenstern Cecília Ludovika (Pest, 1864. június 25. – Budapest, 1943. december 7.) magyar operett-énekesnő (mezzoszoprán). Margó Ede szobrász nővére.

## Életútja
Morgenstern Lipót cipész és Habern Katalin (1835–1899) leánya. 1884-ben végzett a Színművészeti Akadémia operai tanszakán. 1884. október 1-jén lépett színpadra, Feleky Miklósnál, a Várszínházban. 1885. október 2-án mint a Népszínház szerződtetett tagja a Gasparone Szóra szerepében mutatkozott be. 1887. szeptember 30-án elbúcsúzott a Népszínház közönségétől, a Királyné esipkekendője című operett Donna Irénjébén és elszerződött Debrecenbe. 1889. április 9-én vendégszerepelt a Magyar Királyi Operában, a Mignon-ban. Ezután ismét vidéken szerepelt. 1895. szeptember 9-én fellépett ismét a Népszínházban a Szultánban mint Roxelán. Vidéken játszott Szegeden, Pécsett, Aradon. 1887-ben feleségül ment Verő György íróhoz. 1904-ben visszavonult a színpadtól. Morgenstern családi nevét 1910-ben változtatta Margóra. Halálát szívizomelfajulás, hurutos tüdőlob okozta.

## Fontosabb szerepei
- Denise (Hervé: Nebáncsvirág)
- Mária (Carl Zeller: A madarász)
- Mignon (Ambroise Thomas: Mignon)

## Működési adatai
1887–89: Debrecen; 1889 és 1899: Arad; 1890: Szabadka; 1897: Szeged; 1898: Pécs.